# Sân bay Hiroshima-Nishi
Sân bay Hiroshima-Nishi (広島西飛行場 Hiroshima Nishi Hikōjō) (IATA: HIW, ICAO: RJBH) là một sân bay ở quận Nishi, thành phố Hiroshima, tỉnh Hiroshima, Nhật Bản.

## Lịch sử
- 1961: Sân bay Hiroshima thuộc quản lý của Bộ Giao thông được khai trương.
- 1972: Đường băng được kéo dài từ 1200 m lên 1800 m.
- 1993: Sân bay Hiroshima mới được khai trương ở Mihara, Hiroshima. Sân bay Hiroshima thành sân bay Hiroshima-Nishi tỉnh Hiroshima.

## Các hãng hàng không và các tuyến điểm
Hiện có các hãng hàng không sau đang hoạt động tại sân bay này:
- Japan Airlines
  - Japan Air Commuter (Kagoshima, Miyazaki)